# James Lorinz
James Lorinz (* 22. Mai 1964 in Flushing, Queens, New York City) ist ein US-amerikanischer Schauspieler, Filmregisseur und Drehbuchautor.
Während er an einer Schule in New York visuelle Kunst studierte, arbeitete Lorinz im Versand der Autoservicewerkstatt seines Vaters. Er war Platzanweiser im „1, 2, 3 Kino“ in New York, bevor er die Hauptrolle in Frank Henenlotters Film Frankenhooker bekam. Erstmals zu sehen war er als Türsteher im Film Street Trash, einem B-Movie aus dem Jahre 1987. Es folgten Auftritte in Filmen wie Letzte Ausfahrt Brooklyn und Die Jerky Boys.

## Filmografie (Auswahl)
Darsteller
- 1987: Street Trash
- 1989: Letzte Ausfahrt Brooklyn (Last Exit to Brooklyn)
- 1990: Punch the Clock
- 1990: City (Fernsehserie)
- 1990: Frankenhooker
- 1990: King of New York – König zwischen Tag und Nacht (King of New York)
- 1992: Wo bitte gehts zur Mafia (Who Do I Gotta Kill?)
- 1993: RoboCop 3
- 1993: Mr. Wonderful
- 1993: New York Cops – NYPD Blue (NYPD Blue, Fernsehserie)
- 1994: Ein heißer Job (Who Do I Gotta Kill?)
- 1995: Die Jerky Boys (The Jerky Boys)
- 1995: Closer to Home
- 1996: The Last Big Thing
- 1997: Practice – Die Anwälte (The Practice, Fernsehserie)
- 1997: Brooklyn South (Fernsehserie)
- 1998: Becker (Fernsehserie)
- 1999: Für alle Fälle Amy (Judging Amy, Fernsehserie)
- 2000: Swirlee (Kurzfilm)
- 2000: Red Lipstick
- 2001: Titus (Fernsehserie)
- 2003: The Sweet Life

Regisseur
- 2000: Swirlee (Kurzfilm)

Drehbuchautor
- 1994: Ein heißer Job (Who Do I Gotta Kill?)
- 2000: Swirlee (Kurzfilm)